# Anari
Anari (Ana Rita Alberdi Santesteban) es una cantante y compositora vasca nacida en Azcoitia (Guipúzcoa, España) en 1970.
Debutó en 1997 y se mantiene en activo. Ha editado cinco discos en solitario y un disco en colaboración con el músico navarro Petti. Sus discos han recibido excelentes críticas, y se le ha comparado con PJ Harvey (la «PJ Harvey vasca»), Cat Power o Nick Cave.
A fecha de 2008 ejerce como profesora de lengua y literatura hispánicas y en la ikastola de educación secundaria Xabier Munibe, de Azcoitia.

## Trayectoria artística
Sus primeros pasos en la música los dio como batería en el grupo Psych Out (junto con miembros de Akauzazte), con letras en inglés. Decide adoptar el euskera como forma de expresión, debutando en solitario en 1997 con un disco homónimo en el que colaboran Mikel Abrego (batería de BAP!! y Negu Gorriak, entre otros), Xabi Strubell (guitarra en Dut) y un elenco de músicos vascos que seguirán acompañando a Anari en sus posteriores discos. Las letras se inspiran en textos de Hans Magnus Enzensberger, Eduardo Galeano, Joseba Sarrionandia o Ruper Ordorika. El disco es un éxito de crítica.
Su segundo álbum, Habiak, no llegó hasta 2000. En esta ocasión Anari le cedió a Kaki Arkarazo el papel principal en la producción. Volvieron a colaborar Mikel y Xabi, además del propio Kaki, Drake (bajista de BAP!!), Ruper Ordorika, Mikel Azpiroz o Petti (con quien acabaría publicando el split Anari ta Petti en 2003). El disco volvió a ser un éxito de crítica, alcanzando la lista de los mejores discos nacionales de 2000 según la revista musical catalana Rockdelux. Esta misma revista le concedió, en 2004, el puesto número 77 en la lista de los 100 mejores discos nacionales del siglo XX.
La inseguridad que siente en el escenario o a la hora de componer han hecho que Anari se haya prodigado poco, tanto en directo, tocando puntualmente y no realizando nunca una gran gira estatal, como en estudio. Hasta 2005 no apareció su tercer y más aclamado trabajo, Zebra. En él, comenzó una colaboración con Karlos Osinaga (de Amodio y ex Lisabö), quien es el que se encargó esta vez de la producción. El disco se grabó en los estudios de Bomberenea, la casa okupada de Tolosa. Volvieron a aparecer Drake y Mikel, además de Karlos o Rober (cantante de Atom Rhumba).
En 2007, junto a miembros de Inoren Ero Ni y Lisabö, creó la discográfica Bidehuts, para editar sus propios trabajos. El 26 de enero de 2008 apareció su primera referencia en ese sello: Anari Kafe Antzokian Zuzenean, un EP de cinco temas grabado en directo en el Kafe Antzokia de Bilbao.
En 2018 se convierte en la primera mujer que recibe el premio Adarra, reconocimiento otorgado anualmente desde 2014 por el Ayuntamiento de Donostia/San Sebastián y Donostia Kultura a la trayectoria artística en el ámbito de la Euskal Musika o música vasca. Es la persona más joven premiada hasta el momento.

## Discografía

### Álbumes
- Anari (Esan Ozenki, 1997). CD.
- Habiak (Esan Ozenki, 2000). CD.
- Zebra (Metak, 2005). CD.
- Irla Izan (Bidehuts, 2009). CD.
- Zure aurrekari penalak (Bidehuts, 2015). CD.
- Epilogo bat (Bidehuts, 2016). CD.

### Directos
- 2007ko Martxoaren 31ean Bilboko Kafe Antzokian (Zuzenekoak/Bidehuts, 2007). EP.
- Bidea eta Denbora (Bidehuts, 2013). CD.

### Singles yEP
- Anari Kafe Antzokian Zuzenean (Bidehuts, 2008).

### Splits
- Anari ta Petti (Metak, 2003). CD de cuatro canciones que surgió de la colaboración entre Anari y Petti.

### Participaciones en recopilatorios
- «Postariarena», en Ikastola Berria Eraiki Dezagun Zuberoan (Esan Ozenki, 1997). CD recopilatorio para recaudar fondos para la ikastola de Sohuta en el País Vasco francés.
- «Ilargia barruan», en Oztopo Guztien Gainetik Bonberenea (Bonberenea Ekintzak, 2002). CD.[6]
- «Muga kanta», en Acuarela songs (Acuarela, 2004)
- «Habiak», en The Rockdelux Experience. 23.11.2004 (Sinedín-Rockdelux, 2005). CD del concierto de celebración del 20 aniversario de la revista musical catalana Rockdelux.

### Otras colaboraciones
- Voz en «Eskale baten memoriak», en Erantzunik gabe (1999), álbum del grupo de metal vasco Eraso!.
- Voz en «Mendebaldarketa», en FM 99.00 Dub Manifest (Esan Ozenki, 1999), álbum de Fermin Muguruza.
- Voz en «Iparorratza», en Izkiriaturik Aurkitu Ditudan Gurak (Metak, 2005), álbum de Lisabö.
- Voz en «Sexo, ternura y misterio», en Sexo, ternura y misterio (Muxik, 2008), álbum de Doctor Deseo.
- Voz en «De la mano de un deseo», en Deseo, cartografía imposible (Baga Biga, 2010), álbum de Doctor Deseo.
- Voz en «Araña», en Espera la pálida (Subtefuge, 2010), álbum de Tulsa.

## Premios y reconocimientos
- Adarra Saria 2018 por su aportación a la música vasca a propuesta de Edurne Ormazabal, directora de Tabakalera; Amaia Ispizua, promotora musical y Esther Fernandino, técnica de la Unidad de Música de Donostia Kultura.[7] Recibió de manos del alcalde de San Sebastián una escultura de la artista navarra Marijose Recalde. Dedicó el premio a su madre y a quienes le han acompañado en su viaje musical a lo largo de 20 años.[8][9]